# رفيديم

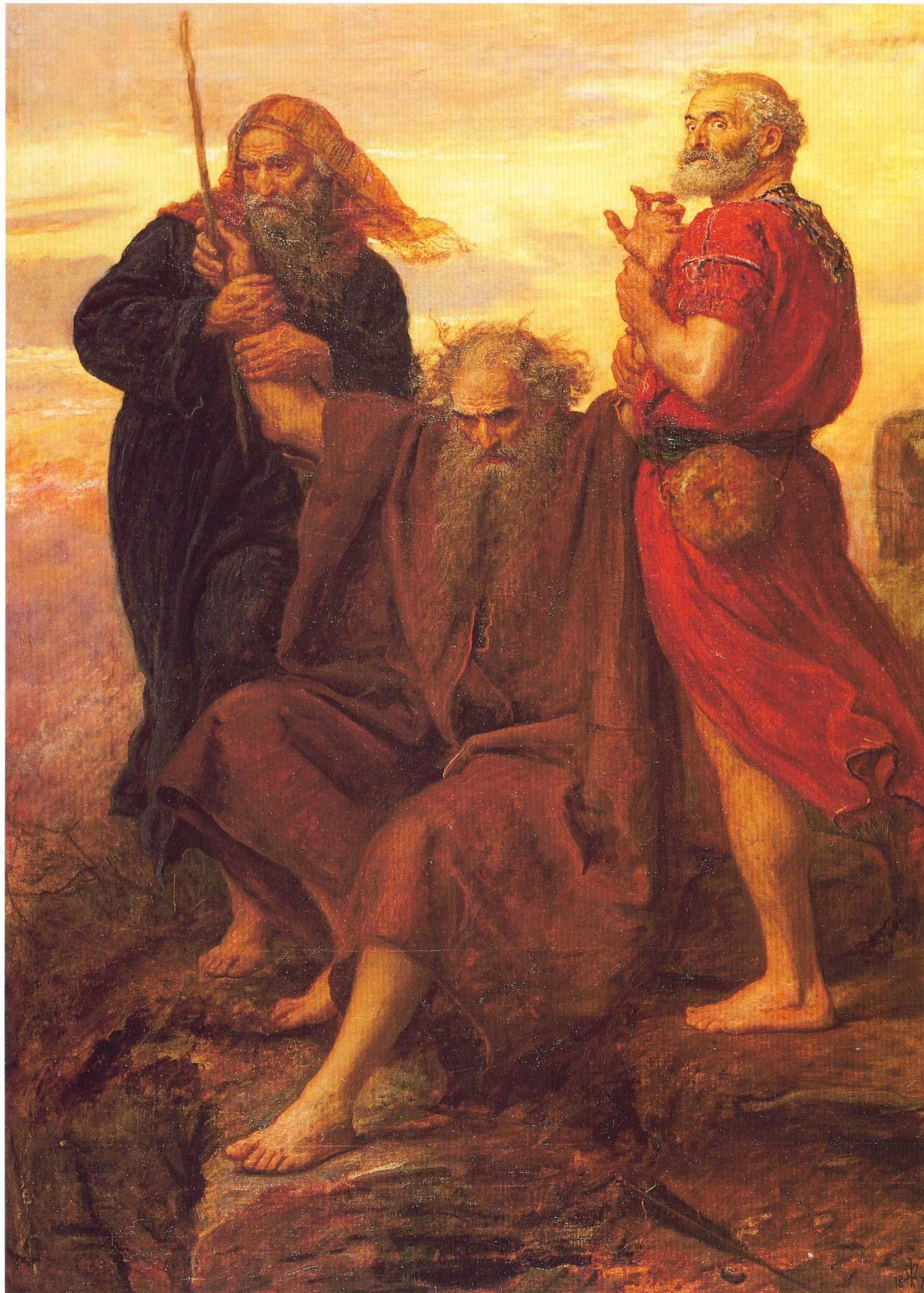
لوحة "النصر يا رب" لجون إيفرت ميليه (1871) تصور النبي موسى يمسك يديه هارون وحور في معركة رفيديم.

رفيديم (بالعبرية: רפידים‏) هي واحدة من الأماكن التي مر عليها بنو إسرائيل وفقا للعهد القديم أثناء فترة التيه بعد الخروج من مصر، تقع بين برية سين وبرية سيناء.
حسب سفر الخروج؛ فإن بنى إسرائيل بعد أن ارتحلوا من برية سينن حطوا رحالهم في رفيديم، ولم يجدوا بها ماءً للشرب، فدعا موسى الرب، فأمره أن يضرب «صخرة حوريب» بعصاه، فخرج منها الماء.
ثم هاجم العماليق الإسرائيليين الذين نزلوا في رفيديم، لكنهم هزموا. حيث قاد يوشع بن نون الإسرائيليين في المعركة، ووقف موسى على الجبل رافعًا يده للدعاء طوال المعركة حتى أصبحت يداه ثقيلتين، فأخذ هارون وحور بيديه ليرفعاها حتى غروب الشمس، وانتصر بنو إسرائيل.